# Jan Klobučar
Jan Klobučar (Celje, 11 de dezembro de 1992) é um jogador de voleibol esloveno que atua na posição de ponteiro.

## Carreira

### Clube
Klobučar começou sua carreira atuando pelo OK Šoštanj Topolšica, time de seu país natal. De 2011 a 2015 representou as cores do ACH Volley Ljubljana, onde conquistou 4 títulos do Campeonato Esloveno, 3 Copas da Eslovênia e 1 título da Liga da Europa Central.
Em 2015 o ponteiro estreou no voleibol alemão após assinar contrato com o United Volleys Rhein-Main. Na temporada 2017–18 foi atuar no voleibol polonês pelo MKS Będzin. Na temporada seguinte foi atuar na segunda divisão do campeonato italiano. Com o Gas Sales Piacenza o ponteiro marcou 10 pontos na terceira e última partida das finais e conquistou o título do Campeonato Italiano de 2018–19; além de ter conquistado a Copa da Itália.
Em 2019 o esloveno foi contratado pelo Narbonne Volley para atuar no campeonato francês, onde chegou as quartas de final da Copa da França de 2019–20. No ano seguinte voltou a atuar no voleibol esloveno após fechar contrato com o Calcit Kamnik. Com o novo clube o ponteiro conquistou o título da Copa da Eslovênia de 2020–21.

### Seleção
Klobučar conquistou o título da Liga Europeia de 2015 ao derrotar a seleção da Macedónia do Norte por 3 sets a 0 na final.
Foi vice-campeão do Campeonato Europeu nas edições de 2015, 2019 e 2021.

## Títulos
ACH Volley
- Campeonato Esloveno: 2011–12, 2012–13, 2013–14, 2014–15
- Copa da Eslovênia: 2011–12, 2012–13, 2014–15

Gas Sales Piacenza
- Campeonato Italiano - Série A2: 2018–19
- Copa Itália - Série A2: 2018–19

Calcit Kamnik
- Copa da Eslovênia: 2020–21

## Clubes
| Anos      | Clube                     |
| --------- | ------------------------- |
| 2009–2010 | OK Šoštanj Topolšica      |
| 2010–2011 | OK Gokop Fram             |
| 2011–2015 | ACH Volley Ljubljana      |
| 2015–2017 | United Volleys Rhein-Main |
| 2017–2018 | MKS Będzin                |
| 2018–2019 | Gas Sales Piacenza        |
| 2019–2020 | Narbonne Volley           |
| 2020–     | Calcit Kamnik             |